# Řehovice
Řehovice (Duits: Schehowitz) is een Tsjechische plaats in de gemeente Maršovice, regio Midden-Bohemen, en maakt deel uit van het district Benešov. Het dorp ligt op 2 kilometer afstand van Maršovice.
Řehovice telt 52 inwoners (2021).

## Geschiedenis
De eerste schriftelijke vermelding van het dorp dateert van 1396.
Tijdens de Tweede Wereldoorlog was het dorp onderdeel van het militaire oefenterrein van de Waffen-SS Benešov. Op 31 december 1943 moesten de inwoners daarom noodgedwongen hun huizen verlaten. In 1949 werd Řehovice, samen met Maršovice, ingedeeld bij het district Benešov.

## Verkeer en vervoer

### Autowegen
Er leidt een regionale weg naar het dorp.

### Spoorlijnen
Er is geen station in Řehovice. Het dichtstbijzijnde station is in Bystřice, op zo'n twaalf kilometer afstand. Vanaf daar vertrekken stop- en intercitytreinen naar Benešov, Praag, Tábor en Sedlčany.

### Buslijnen
Er is één bushalte vlak bij het dorp:
| Halte                        | Lijn(en) | Traject(en)          | Vervoerder(s) |
| ---------------------------- | -------- | -------------------- | ------------- |
| Maršovice, Řehovice, Rozchod | 756      | Křečovice - Neveklov | CŠAD Benešov  |

## Bezienswaardigheden
- Dorpskapelletje;
- Klokkentoren.

## Galerij

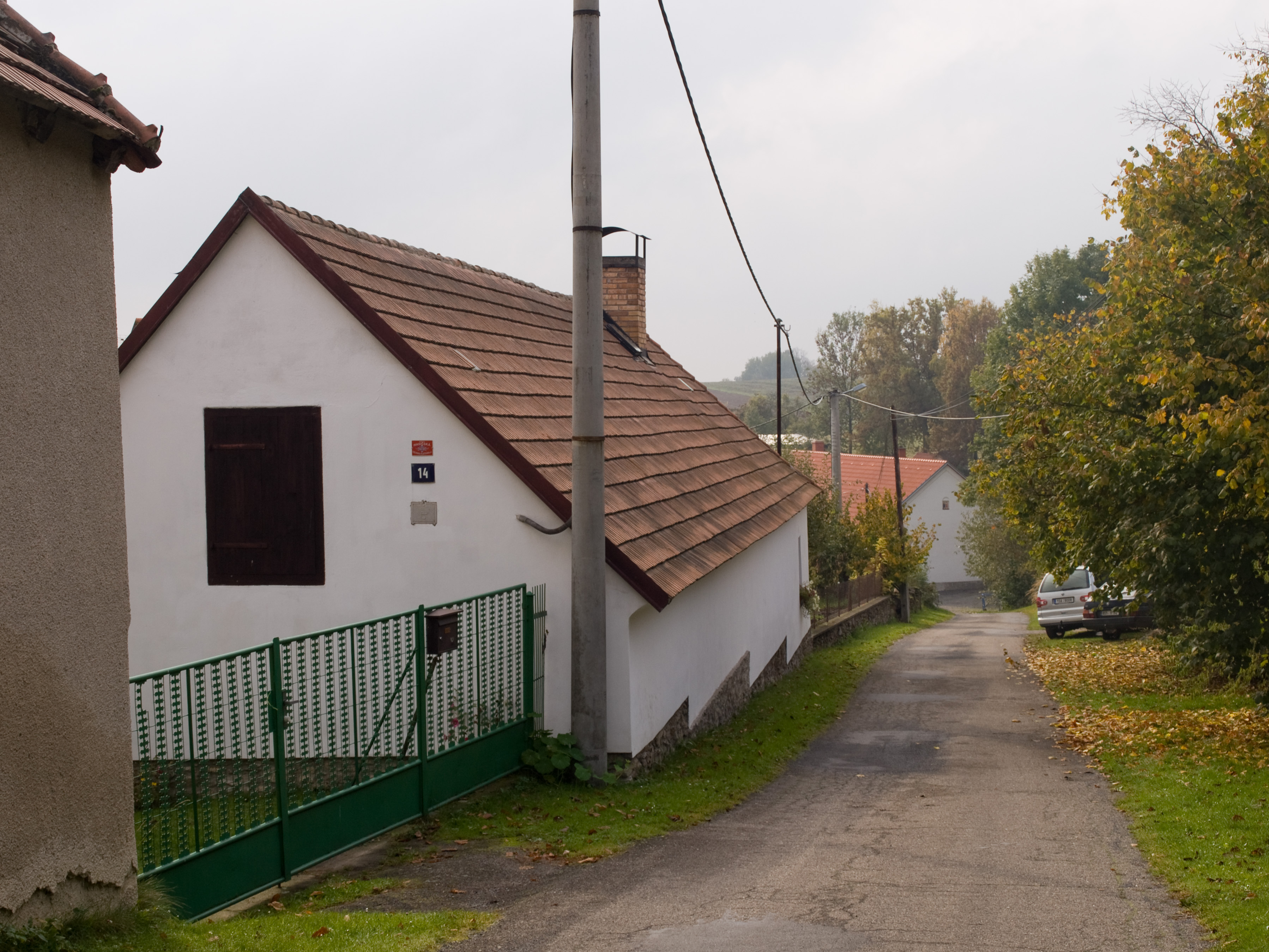
Straat in het dorp (2010)
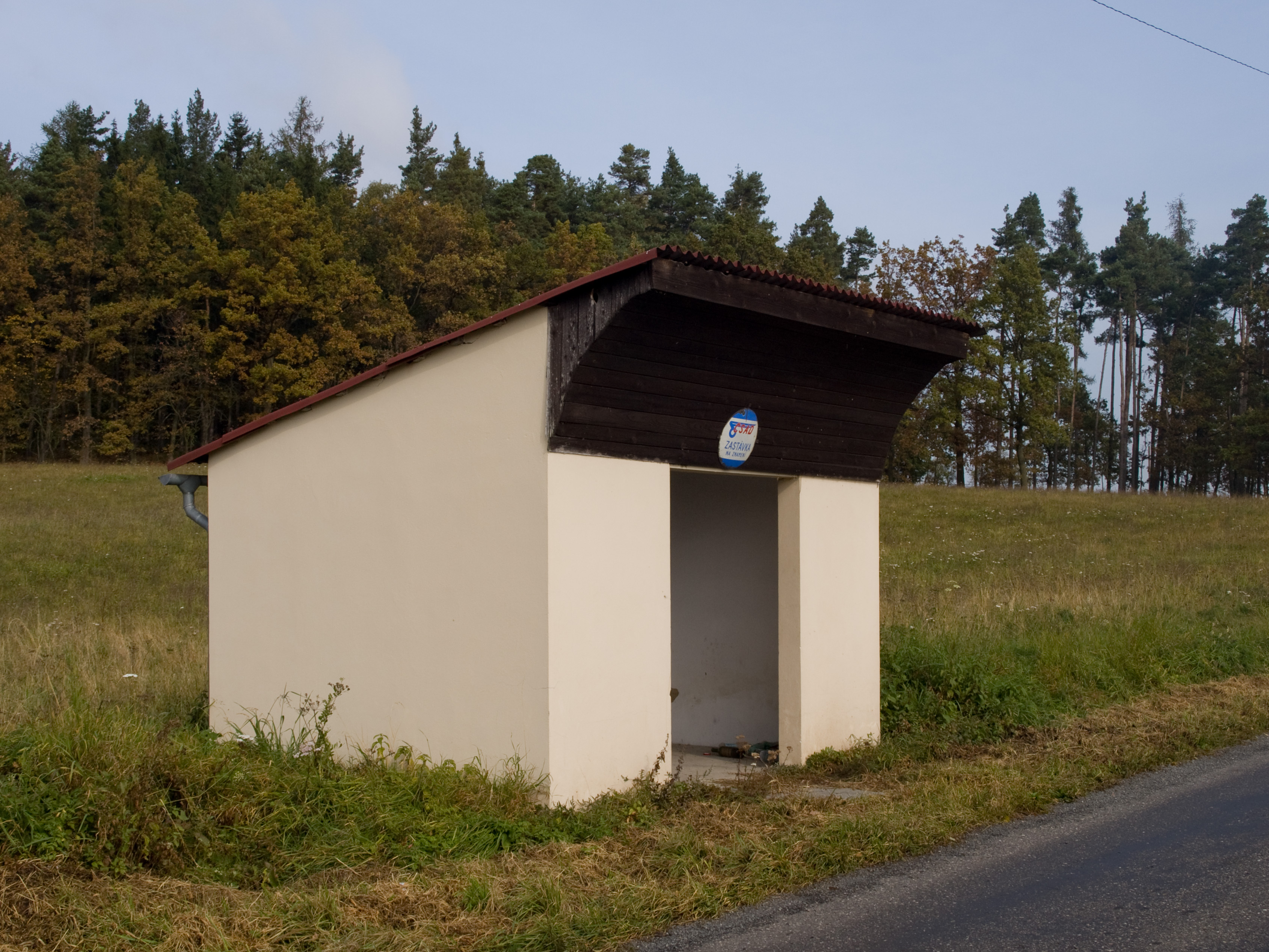
Bushalte nabij het dorp (2010)
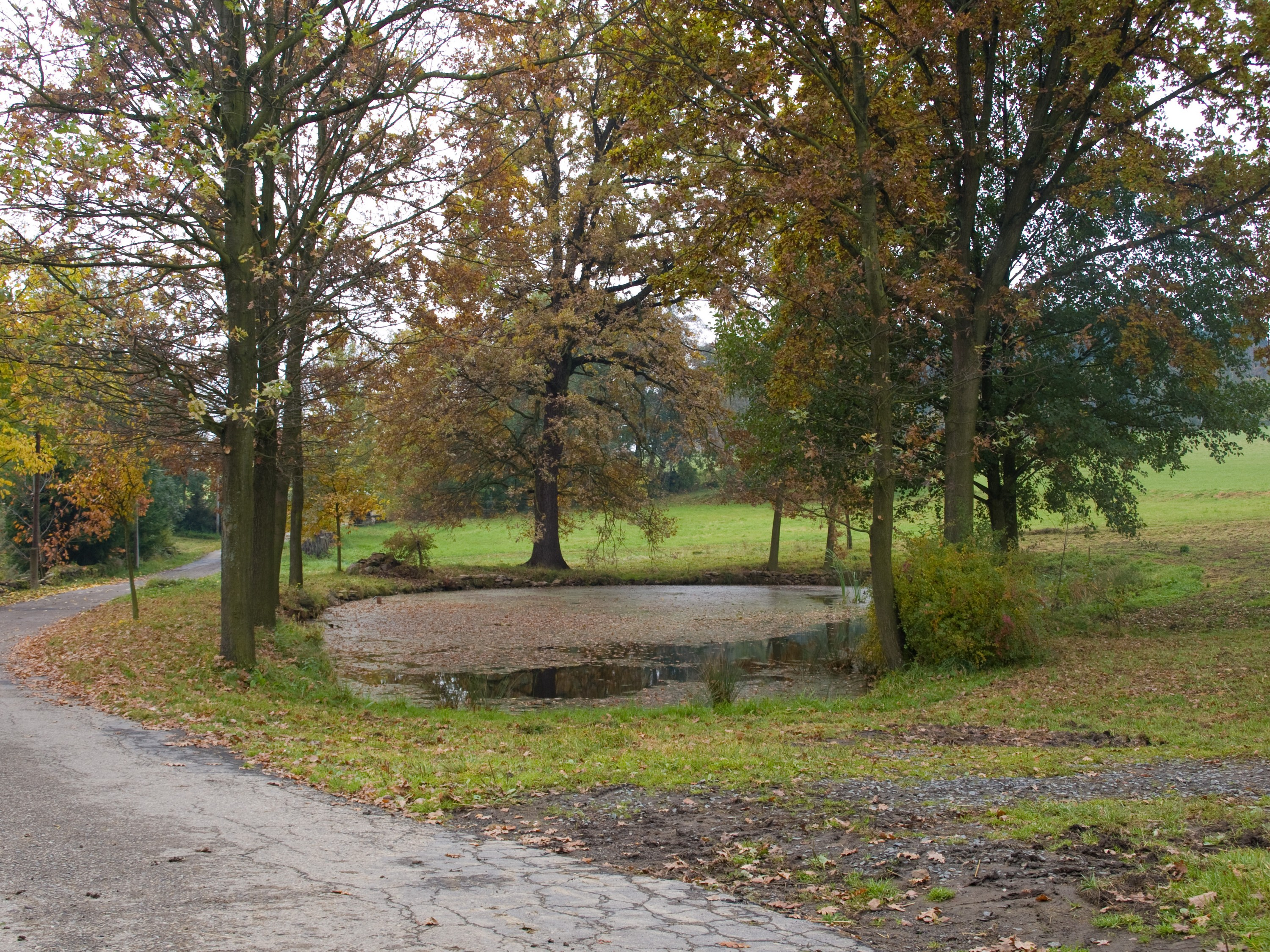
Dorpsvijver (2010)
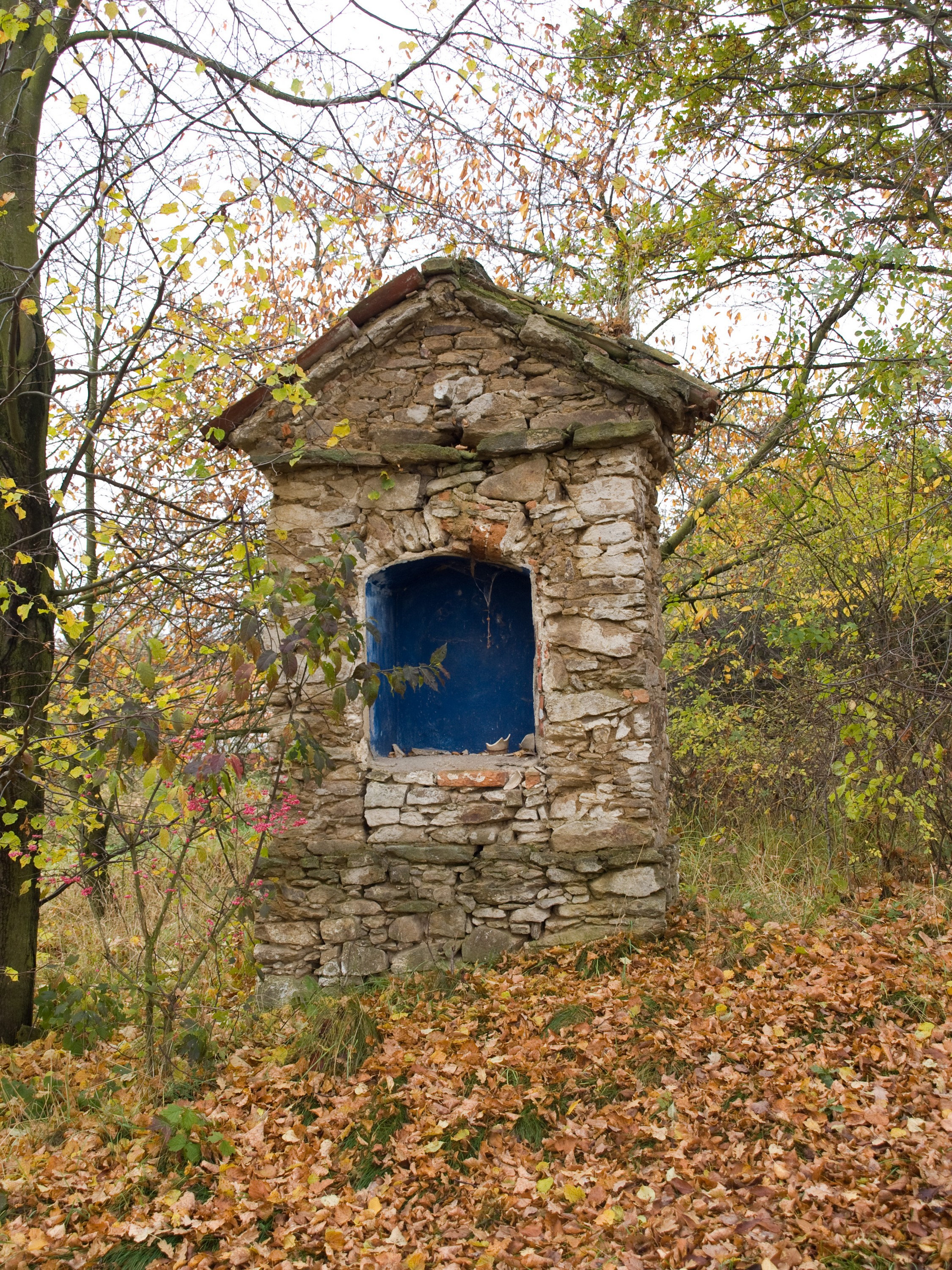
Dorpskapelletje (2010)
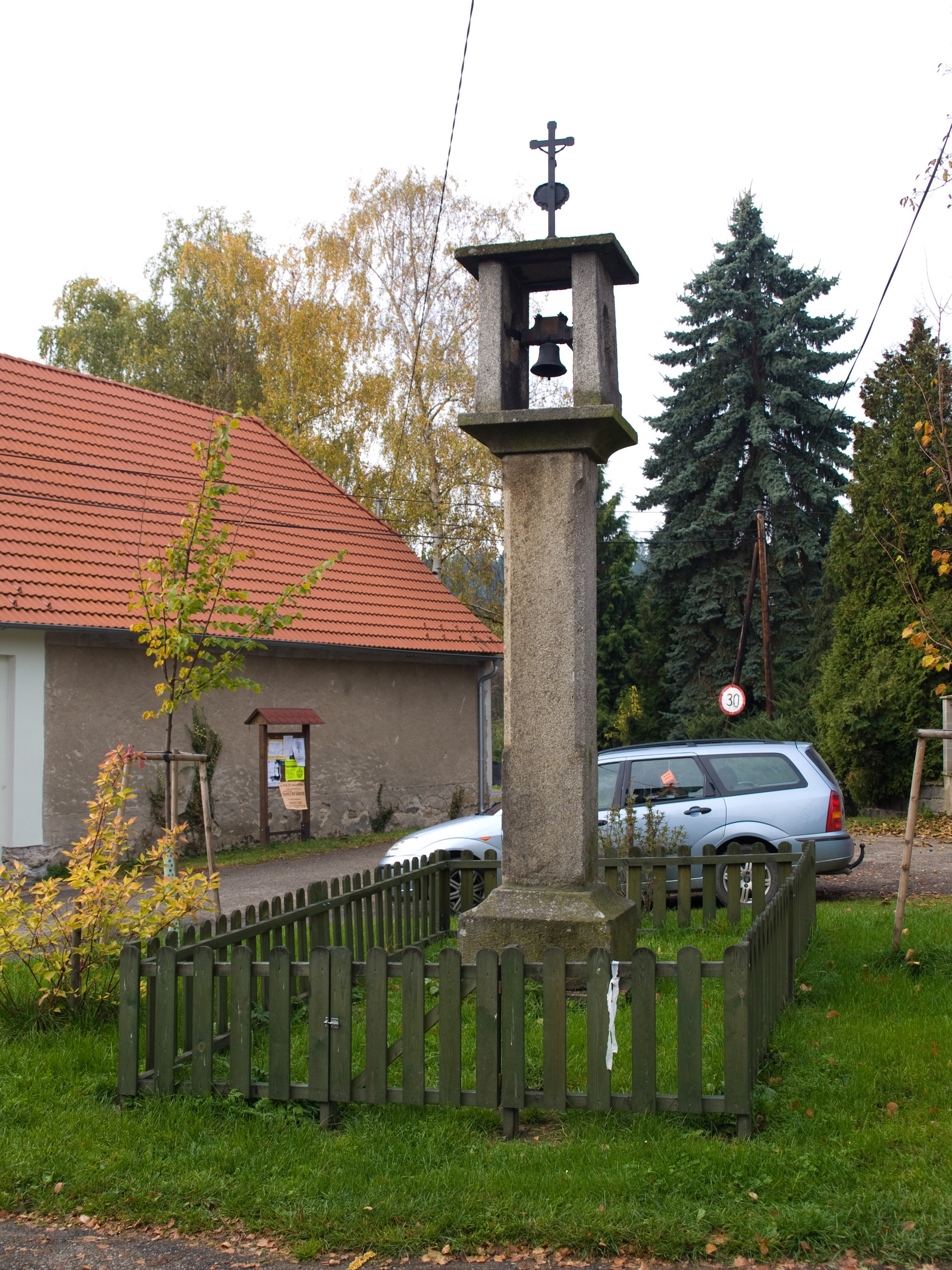
Klokkentoren (2010)